# Despina
Despina ou Despoina (em grego clássico: Δέσποινα, "senhora"), na mitologia grega, era uma deusa, filha de Poseídon com Deméter, e irmã gêmea do cavalo Árion (Αρείων).
De acordo com o mito, enquanto Deméter procurava por sua filha raptada por Hades em Arcádia, Poseídon a viu e a desejou, então, a deusa se transformou em uma égua para tentar escapar da luxúria do deus se escondendo em meio a um rebanho, mas Poseídon descobriu seu truque, assim, se transformou em um garanhão e a estuprou. É dito que da união dos dois nasceu a deusa Despina e o cavalo Árion, que posteriormente pertenceria ao herói Hércules, mas Deméter com raiva depois desses acontecimentos adotou o epitélio de Erinys/Erínias ("A furiosa") se trancando em uma caverna, posteriormente se banhou no rio Ladon para se purificar, recebendo o epitélio de Lousia ("A que se purifica"), por essa razão ela era adorada na Arcádia com esses dois títulos.  
Despina ao lado da sua mãe Deméter, eram as deusas principais no culto de mistérios de Arcádia. A deusa Ártemis e o Titã Anytus, também faziam parte do culto de mistérios arcadiano. O povo da Arcádia acreditava que a deusa Ártemis é filha da deusa Deméter, e que o Titã Anytus foi quem cuidou da deusa Despina, sendo assim o pai adotivo dela. 
Pausânias afirmou que a deusa Despina é a deusa mais cultuada e respeitada entre o povo de Arcádia, mais cultuada até mesmo do que a própria mãe. Pausânias também falou que assim como a deusa Perséfone ( filha de Deméter com Zeus) tem o epíteto de "Kore" (a jovem), a deusa Despina ( filha de Deméter e Poseidon) tem o epíteto de "Despoina" ( a senhora), e que o nome da deusa Despina não era falado para os não iniciados.   
Despina foi uma deusa da fertilidade e dos mistérios de Arcádia, e também uma deusa ctonica, com alguma relação com o submundo e com a terra. Talvez ela tivesse alguma ligação com a natureza, já que no véu dela tem imagens de golfinhos, águias, hipocampo e vários seres metade humano e animal tocando música e dançando, também tem as representações de nikes, nereidas, tritões, ondas do mar e raios.

## Culto

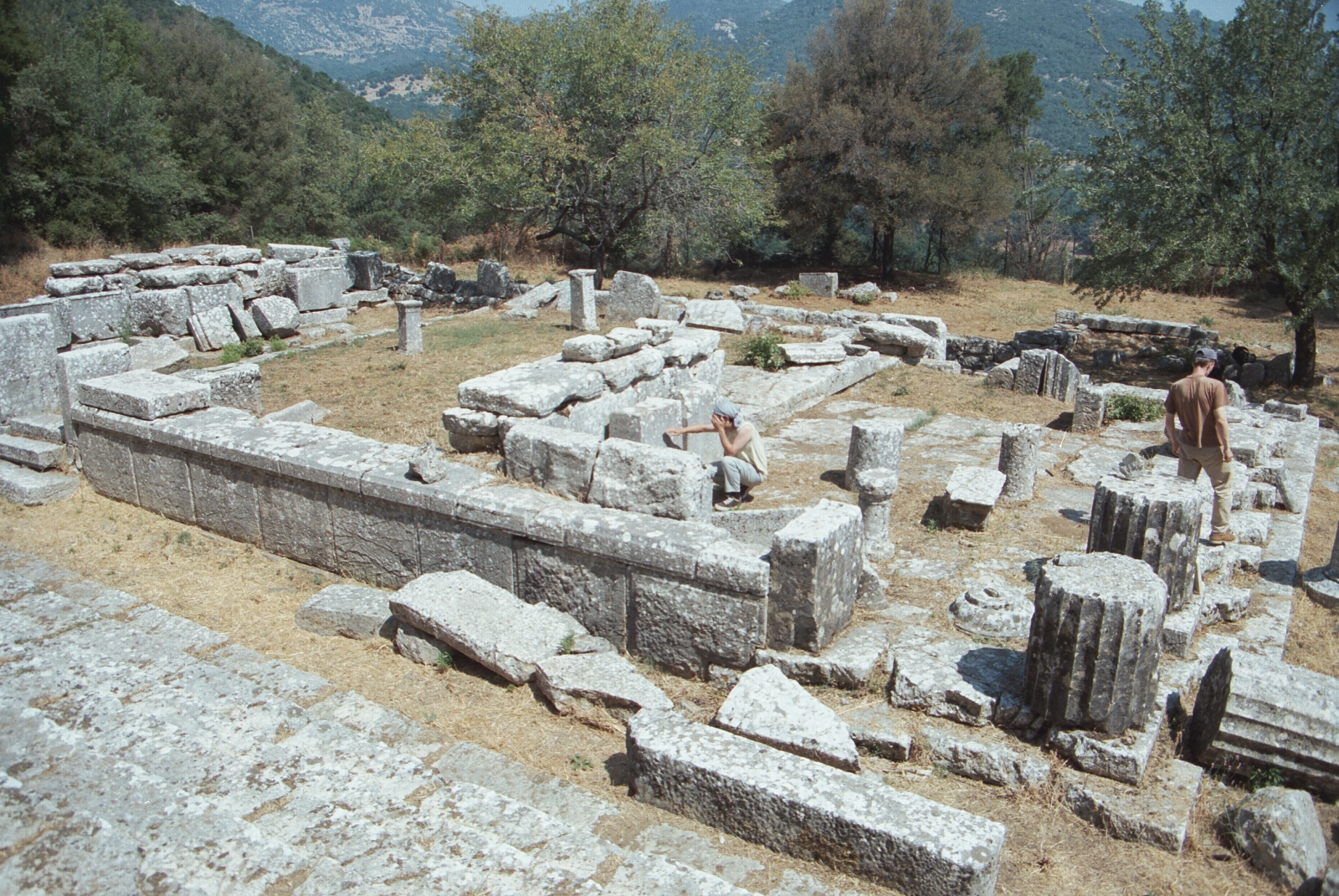
Ruínas do Templo de Despina na área arqueológica de Lycosoura.

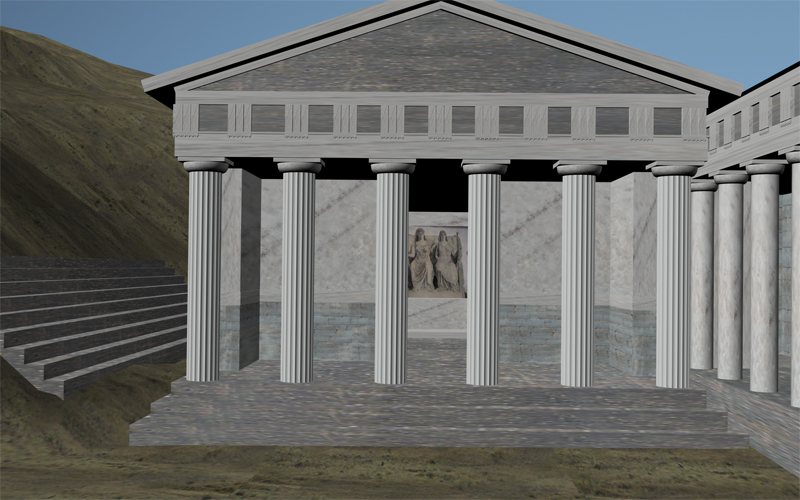
Reconstrução em perspectiva do Templo de Despina: As estátuas de Deméter (E) e Despina (D) são visíveis na escala na cela.

Despina era adorada em um templo importante em Lycosoura no pé da grande montanha, a oeste da cidade Megalópolis. Pausânias nos deixa uma descrição deste santuário em Lycosoura, que agora contém apenas os restos da construção datada de aproximadamente 180 a.C. A entrada possuía ornamentos com relevos de mármore branco. Houve também uma pequena mesa com uma inscrição de ritos locais. Os altares de ambas as deusas - Despina e Deméter - foram colocados em frente ao templo dórico de Despina. No meio do templo havia um grande número de estátuas criadas pelo escultor Damofonte de Messene. Os restos das mesmas hoje se encontram no acervo do Museu Arqueológico de Atenas. 
O chamado mégaro existiu ao lado do templo de Despina, onde as cerimônias religiosas eram praticadas e onde os devotos eram iniciados. Na parte de trás do mégaro havia um bosque sagrado a Despina com diferentes tipos de árvores. Mais adiante, havia os altares dos deuses, incluindo o altar de Poseidon Hippios. Assim, concluísse que Despina era a deusa mais intensamente adorada na região de Arcádia e seu papel era mais importante do que o papel de Deméter. Ela era uma divindade terrestre e se assemelhava em alguns aspectos a sua irmã Perséfone. Em seu santuário era comum serem oferecidas como oferendas todos os tipos de frutas, menos a Roman, e também sacrifícios de  animais fêmeas brancas. 
Um dos achados mais notáveis nos destroços do templo, foram as figuras de adoradores com máscaras de animais, rezando, dançando ou levando o cisto ( em grego classico: κίστη, uma cesta/caixa sagrada usada nos rituais de mistérios), na cabeça. As figuras foram achadas perto do lugar onde ficava o mégaro do templo.
Inscrição Devocional 
Dentro do Santuário de Despina, escavações arqueológicas trouxeram à luz a seguinte inscrição do século III a.C., que atualmente está guardada no Museu Epigráfico (Atenas).
Despina
———————–não é permitido entrar no santuário de Despina com ouro, exceto o que se destina a oferendas votivas, nem com roupas roxas, coloridas ou pretas, nem com sapatos, nem com anel. Se alguém entrar usando qualquer uma das coisas que está inscrição proíbe, deverá entregá-las ao santuário. Nem seu cabelo deverá ser solto, nem ele deverá usar véu. Nem deverá trazer flores, nem deverá ser iniciado enquanto estiver grávida ou amamentando. E aqueles que sacrificarem devem usar para o sacrifício azeitonas, murtas, favos de mel, cevada moída grosseiramente, pequenas oferendas*, papoulas brancas, lâmpadas, incenso, mirra e perfumes. Aqueles que sacrificarem a Despina devem sacrificar animais fêmeas brancas.

Meton - Takis Panagiotopoulos

## Mitos
Calímaco, Fragmento 207 (de Scholiast em Lycophron 1225) (trad. Trypanis) (poeta grego C3 aC):"Ela [Despoine (Despoina)] ele [Poseidon] gerou com Erinys Tilphosa (Telphusa) [Demeter]."
Pausânias, Descrição da Grécia 8. 25. 5 (trad. Jones) (relato de viagem grego do século II dC):
"Quando Deméter vagava em busca de sua filha [Perséfone], foi seguida, diz-se, por Poseidon, que a desejava. Então, segundo a história, ela se transformou em uma égua e pastou com as éguas de Ôncio [na Arcádia];percebendo que havia sido, Poseidon se transformou em um garanhão e se deleitou com Deméter. A princípio,dizem, Deméter ficou furioso com o ocorrido, mas depois deixou de lado sua ira e desejou banhar-se no Ladon... Deméter, dizem teve com Poseidon uma filha [Despoina], cujo nome não costuma divulgar aos não iniciados, e um cavalo chamado Areion (Arion)."
Pausânias, Descrição da Grécia 8. 42. 1:
"A Figália [uma cidade da Arcádia] é cercada por montanhas... A segunda montanha, o Monte Elaios (Elaeus), fica a cerca de trinta estádios de distância da Figália e possui uma caverna sagrada para Deméter, de nome Melaina (Melaena, a Negra).Os figalianos aceitam o relato do povo de Thelpousa (Thelpusa) sobre o acasalamento de Poseidon e Deméter, mas afirma que Deméter deu à luz não um cavalo [ou seja, Areion (Arion)], mas Despoena (Despoina, a Senhora), como os árcades a chamam. parecia, sabia onde Deméter estava Escondido, até que Pã, dizem eles, visitou Arcádia. Vagando de montanha em montanha enquanto caçava, ele finalmente chegou ao Monte Elaio (Elaeus) e avistou Deméter, o estado em que ela se encontrava e as roupas que vestia Então Zeus soube disso por Pã e invejou as Moiras (Moiras, Destinos) a Deméter, que pegou as Moiras e pôs de lado sua ira, moderando também sua dor.
Por essas razões, dizem os figalianos, eles concluíram que esta caverna era sagrada para Deméter e nela ergueram uma imagem de madeira. A imagem, dizem eles, foi feita desta forma. Estava sentado em uma rocha, semelhante a uma mulher em todos os aspectos, exceto na cabeça. Ela tinha a cabeça e os cabelos de um cavalo, e de sua cabeça cresciam imagens de serpentes e outros animais. Sua túnica chegava até seus pés; em uma de suas mãos havia um golfinho, na outra, uma pomba. Ora, por que mandaram fazer a imagem desta forma é clara para qualquer homem inteligente e versado em tradições. Eles dizem que eles a chamaram de Melaina (Negra) porque a deusa tinha vestes negras... Há um bosque de carvalhos ao redor da caverna, e uma fonte fria brota da terra."
8.37.5] Ao lado da imagem da Senhora está Anytus, representado como um homem de armadura. Os que circulam pelo santuário dizem que a Senhora foi criada por Anytus, que era um dos Titãs, como são chamados. O primeiro a introduzir os Titãs na poesia foi Homero, representando-os como deuses no que é chamado Tártaro; os versos estão na passagem sobre o juramento de Hera. De Homero, o nome dos Titãs foi tomado por Onomácrito, que nos hinos que compôs para Dionísio fez dos Titãs os autores dos sofrimentos do deus.
8.37.6] Esta é a história de Ânito contada pelos Arcádios. Que Ártemis era filha, não de Leto, mas de Deméter, segundo o relato egípcio, os gregos aprenderam com Ésquilo, filho de Eufórion. A história dos curetes, que são representados sob as imagens, e a dos coribantes (uma raça diferente dos curetes), esculpida em relevo na base, eu sei, mas ignore-as.